# USS Carney (DDG-64)
Pour les articles homonymes, voir Carney.
L’USS Carney (DDG-64) est un destroyer américain de la classe Arleigh Burke. Il est nommé d'après Robert Carney (1895-1990), amiral de l'United States Navy pendant la Première et Seconde Guerre mondiale et Chef des opérations navales sous l'administration Eisenhower. Commissionné en 1996 et toujours en service en 2024, il a été construit au chantier naval Bath Iron Works dans le Maine et son port d’attache est la base navale de Mayport dans l'État de Floride.

## Histoire du service
Le 19 octobre 2023, lors de la crise de la mer Rouge, alors qu'il navigue dans le nord de la Mer Rouge, il intercepte quatre missiles de croisière avec ses SM-2, ainsi que dix-neuf drones sur une période de neuf heures lancés par les forces Houthis soutenues par l'Iran au Yémen, se dirigeant vers le nord peut être en direction d'Israël.
La première utilisation officielle au combat du missile surface-air SM-6 à lieu le 30 janvier 2024 lorsque le navire intercepte et détruit un missile balistique anti-navire tiré par les rebelles houthis dans le golfe d'Aden le 30 janvier 2024.